# 上水老翁被磚擊中事件
上水老翁被磚擊中事件是指在2019年11月13日的「晨曦行動」期間，在香港上水約中午12時有穿黑衣的人士與清理路障人士互相指罵，之後雙方拾起地上的磚塊互掟，70歲男清潔工羅長清經過衝突現場，拿出手機並混入衝突人群中拍攝，不久有一塊磚擊中他的頭部左側，他隨即倒下及後腦著地昏迷，送往醫院救治無效死亡。警方列謀殺案處理。兩名青年其後被捕並被警方指控使用磚塊謀殺羅長清，2022年7月香港高等法院開庭審訊後，控方承認沒有證據顯示擊中羅長清的磚頭由這兩名被告掟出，交替控罪誤殺罪經審訊後亦裁定不成立，呈堂的影片也顯示當時最少有14名「途人」持有武器並多次向穿黑衣的示威者掟磚，屬於控方證人於當日參與拆除路障的「女途人」柯明玉在辯方盤問下承認自己有向人群掟出磚塊，惟警方並未拘捕參與掟磚的「途人」。而兩名被告誤殺罪以及蓄意傷人罪罪名不成立，暴動罪成，監禁5年半。

## 事件經過
2019年11月13日中午約12時，有操鄉音的市民在北區大會堂對開的龍運街清理磚頭，期間有蒙面黑衣示威者與一批市民疑因清理路障的問題發生爭吵，數名黑衣示威者其後離開，然後有10多名市民協助清理路面。數分鐘後，20至30名穿蒙面黑衣示威者折返現場，與市民發生爭吵及肢體衝突。衝突的起因有不同說法，有指黑衣示威者先向市民投擲磚頭及鐵支，也有指是清理路障的人士先用長棍襲擊及拾起地上磚塊當武器掟向示威者。雙方發生衝突後互掟磚頭，期間一名70歲的食環署外判清潔工羅長清，在午飯時間身穿深色便服路過該處，不但沒有遠離衝突現場，反而走進正在掟磚的清拆路障人群的前排，疑使用其手機進行拍攝，不久羅長清疑被一塊投出的磚頭擊中頭部，羅的左前額受創，即時倒地昏迷。
羅長清倒地後雙方衝突持續，據《蘋果日報》報導，死者羅長清倒下後，在他身旁的男子卻「見死不救」並且繼續向穿黑衣的示威者掟磚，未有理會死者或示意要停止衝突，期間有不少磚塊落在死者身旁，亦有片段顯示途人追著示威者掟磚。示威者離開後，其他人士才將受傷的羅長清抬到一邊等候救援。羅長清先被送往北區醫院，再轉送至威爾斯醫院神經外科接受治療，情況危殆。當晚，有報道指羅長清有惡化至腦幹死亡跡象。
11月14日，醫院發言人證實，羅長清情況持續惡化，於當日22時51分死亡。

### 死者身份
新界北總區刑事高級警司陳天柱在11月15日稱，死者是香港本地人，70歲，任職食環署外判清潔工。事發當日死者在石屋一帶做清潔工作，但不包括案發現場，現場與他工作的地點相距數百米。當時是午飯時間，他獨行且只是手持手機拍攝，沒有與任何人發生衝突。陳天柱認為「相信他沒有任何政治背景和政治傾向，也不屬於任何組織。」

## 反應

### 警方列謀殺案處理
事件發生後，警方新界北重案組正調查案件。警方最先將此案列為傷人案，後改為謀殺案。調查科高級警司李桂華指警方已鎖定懷疑涉案示威者。新界北總區刑事高級警司陳天柱呼籲目擊者向警方提供消息。

### 醫院
11月14日，醫院發言人對羅老伯離世深感難過，謹向家屬致以深切慰問，並會提供可行協助。稱案件轉交死因裁判官跟進。

### 食環署
食環署向死者家屬致以深切慰問，已要求承辦商盡快處理勞工保險及補償事宜，及將個案轉介社會福利署跟進。

### 立法会
香港特别行政区立法会在11月15日下午举行内务委员会特别会议前，会议主持郭荣铿提议为死者默哀3分钟，民主派议员持白花致哀，部分建制派议员吳永嘉、張宇人及陳振英离场，也有部份建制派議員，包括葉劉淑儀、李慧琼、容海恩及邵家輝等留下一同默哀。

### 中央人民政府
中聯辦表示嚴厲譴責事件，堅決支持特區政府和警方依法嚴懲、彰顯法治公義。

## 後續

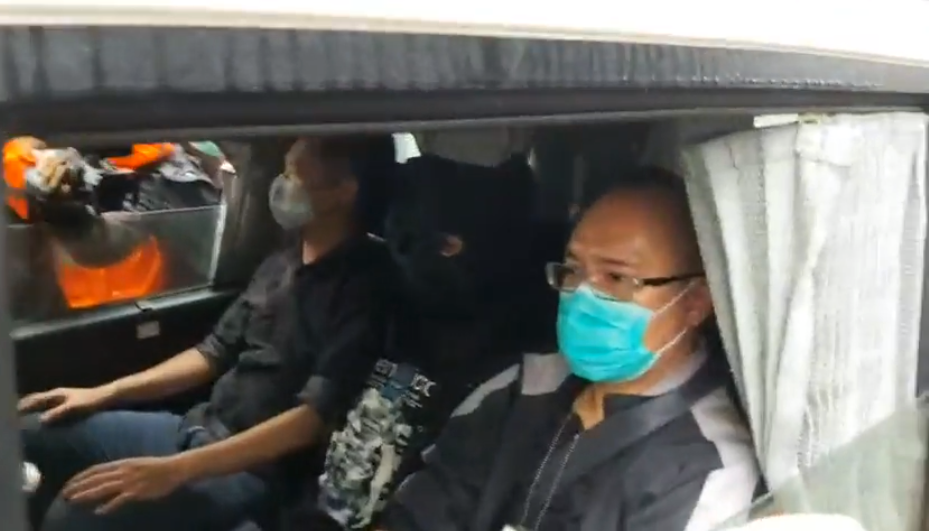
2020年4月22日次被告在警員陪同下乘坐警車抵庭應訊

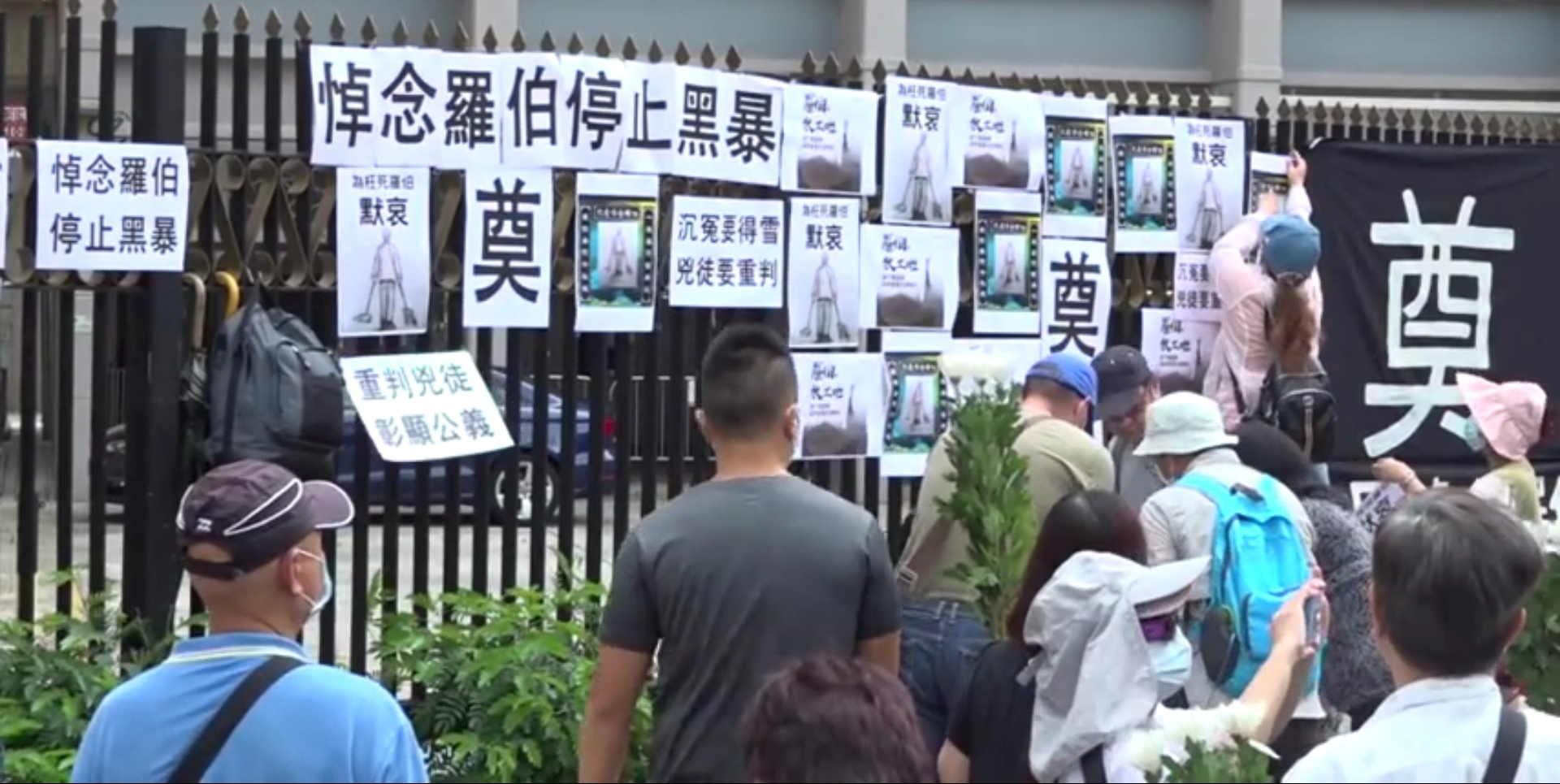
羅長清混入衝突現場而被磚塊擊斃的半年後，有人藉此聚集發起悼念

11月15日，有市民自發來到北區大會堂附近悼念羅老伯。有市民指，打死老人就是不對，何況羅老伯並沒有打人。
11月19日，逢罗老伯頭七，又有市民和僧人到北区大会堂门前举办头七法师活动。同日，上海报业集团旗下澎湃新闻、香港大公文汇传媒集团旗下《大公报》及全媒体新闻中心联合上海市慈善基金会发起“香港李伯罗伯专项救助基金”，向在此事件中致死的罗姓老伯和在马鞍山烧人事件受伤的李姓老伯开展募捐活动。由于同时捐款人数较多，捐款网站一度出现宕机，技术人员也进行了抢修。截至当晚11时，此次捐款总额达到目标，共计210万元人民币，共有31809人捐款。其中演员黄晓明、向佐为此笔基金分别捐助5万元。
《大公報》及《觀察者網》報導，在20日早晨9時許，有市民發現悼念現場被一至兩名人士破壞，悼念現場擺放的花籃被推倒并淋上易燃液體縱火焚燒，各種物品散落一地，破壞者縱火後逃逸。之後警員到場，在縱火現場圍上封鎖線。下午，悼念现场基本恢复。工聯會批破壞悼念現場的做法「無人性」。
11月22日，羅長清的家屬早上在工聯會陪同下會見媒體，後羅伯家屬一行到事發現場路祭。工聯會指，計畫應羅伯家屬要求將羅伯的遺體運返湖南家鄉，葬於其父旁邊。
12月10日，警方在官方Facebook專頁發佈通告，懸紅80萬港元通緝此案中的凶手。而民间悬赏网站“803爆料”亦宣布悬赏50萬元緝兇。
12月13日，警方在上水及大埔，以涉嫌「謀殺」、「參與暴動」及「傷人」為由，拘捕疑似與老翁喪命有關的三男兩女（15至18歲）。据媒体16日报道，5名被捕者均已获得保释，疑似真凶仍在逃。2020年4月22日，其中兩名16歲及17歲青年被控「謀殺」、「蓄意傷人」及「暴動罪」，下午於屯門裁判法院提堂。警方表示早前懸紅80萬元緝兇依然有效。
2020年5月13日，有市民發起中午在北區大會堂外悼念，其間在場人士曾近四十人，多於「限聚令」的八人上限。期間有約六名警員到場戒備，不過未有阻撓。

### 警方公佈照片通緝14人
2020年6月17日，警方召開記者會交代此案調查進度，指其中2名疑犯已落案起訴，並公佈其餘14名同案疑似參與非法集結人士的照片。
但警方被指執法不公，事件為兩批人士互相打鬥和用磚塊互掟，導致其中一人死亡，但警方公佈照片通緝的人士全屬示威者一方，另一方參與「掟磚」的人士完全沒有被通緝。有當時在現場採訪的記者拍攝到「清理路障的人士」包括手持鐵通、木棒等攻擊性武器，亦有以磚塊襲擊他人，這群涉案人士並未被警方通緝。因此警方在案件中被指執法不公，在兩批人士衝突時只調查及拘捕其中一批人士。

### 審訊
案件2022年6月15日在高等法院開審，主審法官是杜麗冰，並由2男5女組成的陪審團審理。兩人還柙逾2年，他們均否認謀殺、有意圖而傷人及暴動罪名。其中17歲首被告承認被捕後表示當時示威被人打。而控方引述警方在次被告和其胞兄手機語音信息，對話提及「今日你哋劈嗰個阿伯，後尾話佢生存渺茫，應該無得救」。而16歲被告透過辯方稱當時遭到警長威脅拘捕，同時傷害青年的女朋友，不過警長否認。
警司作供稱在12月23日進行認人程序期間，由於首被告拒絕參與認人程序，因而進行「非同意的小組認人手續」，並安排了25個戲子在報案室。當證人要求被告脫下口罩時，被告的姊姊曾經阻止，不過警司警告她可能干犯阻差辦公罪，並伸手扯去被告的口罩。證人亦確認被告是當日阻止市民清理路障的人士。辯方律師質疑警司在認人程序進行前已經將被告的姓名和身份證號碼展示給證人，對被告不公平。
到2022年6月28日，主審法官杜麗冰指由於謀殺證據不足，將以罪責較輕的誤殺罪取代謀殺罪。而16歲被告的母親和哥哥亦出庭作供，他們表示被告2019年12月13日被捕後出現手震及焦慮症發作。母親稱警員兩次禁止兒子在錄影會面期間服藥，並要作出申請。母親又透露警員起初向她稱「好小事」，但文件上寫有「謀殺」。而被告的哥哥表示被告在家內遭便衣警拳打胸口。被告指當時警員威脅稱：「你都唔想女朋友有事。」，亦曾經多次要求聯絡律師，但遭到拒絕和使用兇惡語氣對待，最後被告的哥哥而被捕及帶返警署，翌日獲釋。
真兇雖身份未明，但控方主張以「伙同犯罪」原則以誤殺及暴動罪將兩名被告定罪。2022年7月7日，控方結案陳辭，指出擊中死者的磚塊由不知名人士擲出，並非由兩名被告投擲。但認為兩人出現在案發現場，並與有擲磚的黑衣人屬同一方向，具有共同目的，亦可預期有人會因該行為受傷，毋須有證據被告有擲磚，已足以裁定誤殺及暴動罪成。
案中的控方證人柯明玉，雖然自稱是途人，卻於當日參與清除示威者的路障，並在雙方發生衝突期間曾經向他人投擲磚塊，但在接受辯方盤問時柯明玉自稱是為了自衛而擲磚，沒有預計當日的衝突會有任何人死傷，控方亦辯稱當時證人擲磚屬於自衞，又稱要有證據證明柯明玉擲出的磚塊有傷及人，她才會被檢控，最終她亦未有遭到警方檢控。相關做法引起爭議，柯明玉已承認擲磚，另外《明報》翻查呈堂影片，按衣着、髮型、身高及樣貌等特徵，亦辨認出14名參與者向黑衣人方向擲磚不止一次，其中3人更手持棍狀物，但均未被拘捕及控告。警方辯稱難以確認其身份，蒐證有難度，律政司則指必須有充分證據才會檢控。有大律師引用2020年時代廣場鋼柱案，即使被告拋下鋼柱未有擊中人，仍可被裁定「企圖有意圖傷人」罪成，質疑警方及律政司未有被控告相關人物非法集結、普通襲擊或企圖傷人屬選擇性執法。
7月8日，辯方結案陳詞，指呈堂片段中被指是首被告的男子一直留意案中以鐵通攻擊黑衣人的事主X，未有發現死者存在，不應被納入「伙同犯罪」的群體，且該男子被拍到擲磚已是在死者遇襲之後，不應構成誤殺。辯方代表亦重申並無證據顯示次被告有擲磚。另外，辯方亦引用控方證人柯明玉的證詞，指出柯明玉擲磚時未有預料到會傷及他人，控方同樣不應預設被告可預期有人會因此受傷，以「伙同犯罪」定罪並不成立。
7月12日，陪審團退庭商議逾7小時後，裁定2名被告的誤殺罪以及蓄意傷人罪罪名不成立，不過暴動罪成立。法官將案件押後至7月22日判刑，其間兩名被告須要還押。8月12日，法官杜麗冰稱雖然陪審團裁定誤殺和有意圖而傷人罪不成立，但認為這不減暴動中有人死亡的嚴重性，判處兩名被告監禁5年半。作為國安法指定法官之一的杜麗冰在判詞中讚揚當日清理磚頭「途人」的不問政治回報，是無名英雄，包括有參與擲磚的證人柯明玉，亦形容警察花數以千計小時調查案件，可稱得上是亞洲甚至世界最佳，惟案中包括參與擲磚的控方證人柯明玉在內的多名人士卻未有被檢控，法律學者亦指出當日的衝突片段顯示有「途人」追著示威者擲磚，「途人」顯然不是單純自衛而是施襲。